# Katrina Pierson
Katrina Lanette Pierson (de soltera Shaddix; Wichita, Kansas, 20 de julio de 1976) es una activista, consultora de comunicaciones y política estadounidense. Perteneciente al Partido Republicano, actualmente es miembro electa de la Cámara de Representantes de Texas por el 33.º distrito.
Fue la portavoz nacional de Donald Trump en las elecciones presidenciales de 2016.

## Primeros años y educación
Pierson nació en Kansas, siendo hija de madre blanca y padre negro. Su madre la dio a luz con 15 años e inicialmente la dio en adopción, pero luego cambió de opinión. Creció con su madre en la pobreza.
Pierson recibió un título de asociado en ciencias de Kilgore College. En 2006, obtuvo una licenciatura en biología de la Universidad de Texas en Dallas.

## Carrera

### Política temprana
Pierson votó por Barack Obama en las elecciones presidenciales de 2008. Se convirtió en activista del movimiento Tea Party en 2009. Hablando en abril de 2009 en un evento del Tea Party en Dallas, pidió a Texas que se separara de Estados Unidos. Fundó un grupo de Tea Party local en Garland. En 2012, Pierson apoyó activamente a Ted Cruz en la carrera por el Senado de 2012 en Texas y apareció en el escenario con él la noche de las elecciones en noviembre.

### Carrera por el Congreso de Texas de 2014
En las elecciones al Congreso de Texas de 2014, Pierson desafió al congresista titular Pete Sessions en las primarias republicanas para representar al distrito 32 de Texas. Su candidatura fue avalada por Rafael Cruz y por Sarah Palin. Pierson perdió con el 36 por ciento de los votos, frente al 63 por ciento de Sessions.
Pierson se convirtió en portavoz del fondo de liderazgo del Tea Party.

### Campaña de Trump de 2016
En enero de 2015, Pierson asistió a una reunión de activistas del Tea Party en Myrtle Beach con Ted Cruz. Mientras estaba allí, se reunió con Donald Trump. En noviembre de 2015 fue contratada como portavoz nacional de la campaña de Trump, apareciendo posteriormente con frecuencia en televisión, siendo vista a menudo como una de las defensoras más acérrimas de Trump en medio de comentarios controvertidos.

### Post elección de 2016
Después de las elecciones de 2016, Pierson rechazó un puesto administrativo como Subsecretaria de Prensa, y en su lugar trabajó en America First Policies, un grupo pro-Trump sin fines de lucro. En marzo de 2018, la campaña de Trump 2020 contrató a Pierson como asesora principal.

### Post elección de 2020
The New York Times informó que Pierson sirvió como enlace entre la Casa Blanca y los organizadores del mitin "Salvemos a América" en la Elipse, antes del asalto al Capitolio de los Estados Unidos en 2021.
En 2021, Pierson reflexionó públicamente sobre su candidatura a las elecciones especiales del sexto distrito del Congreso de Texas para reemplazar al difunto representante estadounidense Ron Wright. En última instancia, decidió no presentar una candidatura para el escaño, pero afirmó que «no estaba cerrando la puerta» a una futura candidatura al Congreso.

## Vida personal
En 1997, a los 20 años, Pierson fue arrestada por hurto en una tienda, a lo que se declaró culpable, recibió una sentencia diferida y, en última instancia, una desestimación con el caso sellado.
Pierson tuvo un matrimonio de tres meses a una edad temprana, durante el cual dio a luz a un hijo.

## Resultados electorales

### Cámara de Representantes de Texas
| 2024 | 33.º distrito | R | 70,844 | \| \| 100 % \| | Electa | [ 23 ] |
|      | 100 %         |   |        |                |        |        |